# Campo de lançamento de foguetes de Berlin
Campo de lançamento de foguetes de Berlin, em alemão:  Raketenflugplatz Berlin, foi o primeiro campo de lançamento de foguetes do Mundo. Criado especificamente para esta finalidade no distrito de Berlin-Tegel em 1930 em uma área adjacente ao atual aeroporto de Berlin-Tegel,  antes ocupada por um depósito de munição francês abandonado que Rudolf Nebel teve êxito em arrendar do Ministério de Guerra prussiano.
Foi nessa área de quatro quilômetros quadrados que o pessoal da Verein für Raumschiffahrt efetuou seus testes com foguetes movidos a combustível líquido como o Mirak e o Repulsor. Muitos desses testes falharam, mas alguns chegaram a atingir altitudes de 100 metros e mais tarde 4.000 metros. Em 30 de Setembro de 1933, o Campo de lançamento de foguetes de Berlin foi fechado sob o pretexto de uma conta de água não paga. Logo em seguida, a Wehrmacht tomou conta de toda a pesquisa de foguetes proibindo a continuação de iniciativas privadas nessa área.
Segundo narrativas de Nebel, os teste eram audíveis tão longe quanto a Potsdamer Platz, e eventualmente atraia considerável atenção da imprensa, que apelidou o grupo de engenheiros de "Os Tolos de Tegel" (em alemão:  Die Narren von Tegel).